# Sammy Morales
Samuel Everardo Morales Cabrera (Ciudad de Guatemala, 19 de mayo de 1967), conocido simplemente como Sammy Morales, es un actor, comediante, productor, escritor, director y político guatemalteco. Conocido por haber actuado en televisión y en el cine junto a su hermano Jimmy Morales, se mantuvieron al aire con su programa Moralejas por más de 12 años además, produjeron, dirigieron y actuaron en varias películas.
En 2010 junto a su hermano se involucró a la política y, aunque él no abandonó la actuación, su hermano Jimmy sí lo hizo y a raíz de eso fue electo presidente de Guatemala en 2015 cargo que ejerció de 2016 a 2020. Siguió trabajando en el programa que creó con su hermano, pero ahora lo hizo junto a su sobrino José Manuel.
Morales fue candidato presidencial por el partido Frente de Convergencia Nacional para las elecciones generales de 2023. Su compañero de fórmula era Miguel Ángel Moir, antiguo secretario de la Secretaría de Planificación y Programación de la Presidencia durante el gobierno de Jimmy Morales. Obtuvo el 0.40% de los votos.

## Biografía
Nació en la ciudad de Guatemala el 19 de mayo de 1967. Estudió medios de comunicación e inicialmente obtuvo una licenciatura en administración de empresas de este tipo. Posteriormente se graduó en la Universidad de Wisconsin-Eau Claire en 1993, posteriormente se especializó en Producción de Reportajes en Madrid en el Instituto Oficial de Radio y Televisión Española (ORTVE).
En Guatemala trabajó como conductor y productor de programas de radio como «Mosaico Latinoamericano» y «La hora de vida». Y también fue locutor en estaciones de radio como Radio Única, Metro-Stereo, Sideral, A todo Dar y Radio Alfa. En la televisión fue conductor de un programa llamado «Tombo Chapín» y además fue productor y actor en un segmento de humor en el programa «Aló Que Tal América» que estuvo vigente de 1997 a 1998. Eso hizo que junto a su hermano idearan un programa de humor, al que le pusieron «Moralejas» que está vigente desde el año 2000.
Fue locutor para distintas radio emisoras de Guatemala como Metro-Stereo, Sideral, A todo Dar; y Alfa. Se desempeñó como conductor del programa Tombo Chapín y como actor y productor en el segmento de humor de “Aló Que Tal América” en el año de 1997-1998. También sin duda alguna ha actuado en obras de teatro para niños y adultos. Es productor, escritor, director y actor del programa de televisión Moralejas y de los filmes guatemaltecos «Manzana guena en noche buena», «La misteriosa herencia», «Detectives por error» y «Ve que vivos / Una aventura en el más allá», «Repechaje», «Un presidente de asombrero», «Gerardi» y «Viva la Crisis».
Durante la presidencia de su hermano, Morales y su sobrino José Manuel fueron acusados de corrupción por el Ministerio Público y la Comisión Internacional contra la Impunidad en Guatemala. Finalmente, Morales y su sobrino fueron absueltos y se declaró falta de mérito.

## Historial electoral
| Año electoral | Año electoral | Símbolos | Partido                         | Votos  | %    | Resultado    |
| ------------- | ------------- | -------- | ------------------------------- | ------ | ---- | ------------ |
|               | 2023          |          | Frente de Convergencia Nacional | 22 816 | 0.54 | Perdió (20°) |

## Filmografía

### Largometrajes y películas
| Año  | Título                                    | Personaje       | Notas                                                  |
| ---- | ----------------------------------------- | --------------- | ------------------------------------------------------ |
| 2004 | Manzana güena en noche güena              | Pedro           |                                                        |
| 2004 | La misteriosa herencia                    | Nito            |                                                        |
| 2005 | Detectives por error                      | Nito y Nico.    |                                                        |
| 2006 | Ve que vivos, una aventura en el más allá | Nito            |                                                        |
| 2007 | Un presidente de a sombrero               | Nito            |                                                        |
| 2009 | Repechaje                                 | Nito y Don Boti |                                                        |
| 2010 | Un Dia de Sol                             | Oscar           |                                                        |
| 2010 | Gerardi                                   | Juan Gerardi    |                                                        |
| 2012 | Viva la Crisis                            | Nito            |                                                        |
| 2016 | Mi'jo será doctor                         |                 | Productor y director. Película posiblemente cancelada. |
| 2016 | Dante Night Show                          | El mismo        | Artista invitado.                                      |

### Series de televisión
| Título    | Año        | Personaje | Notas |
| --------- | ---------- | --------- | ----- |
| Moralejas | Desde 1997 | Vários    |       |